# Giulio Beranek
Giulio Beranek (Taranto, 26 gennaio 1987) è un attore italiano.

## Biografia
Nato nel mondo dello spettacolo viaggiante da genitori giostrai, padre ceco, madre di origini circensi discendente della famiglia Vassallo, tra le più antiche famiglie circensi italiane. Si avvicina al calcio entrando a 13 anni nel settore giovanile dell'Olympiakos. Un infortunio al ginocchio, però, lo costringe ad abbandonare prematuramente la carriera di calciatore.
Diviene attore quasi per caso, scovato tra le scuole quando il regista Alessandro Di Robilant cerca il protagonista per il suo film Marpiccolo, film che nel 2009 rappresenta l'esordio cinematografico di Beranek.
Nel 2011 torna nuovamente sul grande schermo, interpretando Marcellino nel film Senza arte né parte di Giovanni Albanese.
Prende parte a diverse serie tv, quali quelle Mediaset Distretto di Polizia e Le mani dentro la città, e quelle Rai con Tutta la musica del cuore, girata nel 2010 e trasmessa nel 2013.
Nel 2012 interpreta il film noir L'innocenza di Clara di Toni D'Angelo. Dal 2015 è nel cast di Tutto può succedere, serie televisiva in onda su Rai 1, nei panni di Lorenzo. Nel 2018 è nel cast della fiction di Rai 2 Il cacciatore, nel ruolo di Mico Farinella. 
Nel 2017 partecipa al videoclip del brano La felicità, del cantante Fabrizio Moro, girato nella città di Matera.
Nel 2020 è presente nel cast della serie tv Vivi e lascia vivere nel ruolo di Luciano.
Nel 2024 viene pubblicato il documentario autobiografico I Re del Luna Park, diretto da Marco Pellegrino, scritto da Marco Pellegrino, Daniela Mitta e dallo stesso attore e registrato tra il 2012 e il 2022, narra la storia della sua famiglia, i Monti Condesnitt.
Nel 2025 è Gregorio Esposito, protagonista dell'omonima serie TV Gerri, una produzione Cattleya e Rai Fiction.

## Filmografia

### Cinema
- Marpiccolo, regia di Alessandro Di Robilant (2009)
- Senza arte né parte, regia di Giovanni Albanese (2011)
- L'innocenza di Clara, regia di Toni D'Angelo (2012)
- Il racconto dei racconti - Tale of Tales, regia di Matteo Garrone (2015)
- 2night, regia di Ivan Silvestrini (2017)
- Lasciati andare, regia di Francesco Amato (2017)
- Manuel, regia di Dario Albertini (2017)
- Una questione privata, regia di Paolo e Vittorio Taviani (2017)
- Un'avventura, regia di Marco Danieli (2019)
- L'arminuta, regia di Giuseppe Bonito (2020)
- Bentornato papà, regia di Domenico Fortunato (2021)
- Doppio passo, regia di Lorenzo Borghini (2023)
- Dedalus, di Gianluca Manzetti (2024)
- Muori di lei, regia di Stefano Sardo (2025)

### Televisione
- Distretto di Polizia - serie TV, regia di Alberto Ferrari, episodio 11x18 (2011)
- Tutta la musica del cuore - miniserie TV - regia di Ambrogio Lo Giudice (2013)
- Le mani dentro la città - serie TV (2014)
- Tutto può succedere - serie TV (2015-2018)
- Liberi sognatori - Una donna contro tutti, regia di Fabio Mollo - film TV (2018)
- Il cacciatore, regia di Stefano Lodovichi e Davide Marengo - serie TV, 3 episodi (2018)
- Vivi e lascia vivere, regia di Pappi Corsicato - serie TV (2020)
- Christian, regia di Stefano Lodovichi e Roberto Saku Cinardi - serie TV, 6 episodi (2022-2023)
- Briganti, regia di Steve Saint Leger, Nicola Sorcinelli e Antonio Le Fosse - serie TV (2024)
- Gerri, regia di Giuseppe Bonito – serie TV (2025)

### Documentari
- I re del luna park, regia di Marco Pellegrino, scritto da Marco Pellegrino, Daniela Mitta e Giulio Beranek - 4 episodi (2024)

### Cortometraggi
- Dachaulied - canzone di Dachau, regia di R. La Gioia (2010)
- Nuvola, regia di Giulio Mastromauro (2014)
- Il mondiale in piazza, regia di Vito Palmieri (2019)
- Inverno, regia di Giulio Mastromauro (2015)

## Videoclip
- La domenica - Nonpellegrino - regia di Marco Pellegrino (2017)
- La felicità - Fabrizio Moro - regia di Fabrizio Cestari (2017)
- Blue Jeans - Franco126 feat. Calcutta - regia di Vittorio Antonacci (2020)
- Nessun perché - Franco126 - regia di Vittorio Antonacci (2021)